# Siřejovice
Obec Siřejovice (německy Schirschowitz) se nachází v okrese Litoměřice v Ústeckém kraji, asi čtyři kilometry jihovýchodně od Lovosic. Žije v ní 276 obyvatel. Obcí prochází silnice druhé třídy číslo 247.

## Historie
První písemná zmínka o vsi (Scirewici) pochází z roku 1227, kdy se Siřejovice uvádějí ve výčtu držav svatojiřského kláštera v litoměřickém kraji.
V roce 1925 byli do obce Siřejovice repatriování potomci českých exulantů z doby pobělohorské, jednalo se o tři rodiny ze Zelova, tři rodiny z Friedrichova Hradce a jednu rodinu z Volyně.

## Obyvatelstvo
|           | 1869 | 1880 | 1890 | 1900 | 1910 | 1921 | 1930 | 1950 | 1961 | 1970 | 1980 | 1991 | 2001 | 2011 |
| --------- | ---- | ---- | ---- | ---- | ---- | ---- | ---- | ---- | ---- | ---- | ---- | ---- | ---- | ---- |
| Obyvatelé | 363  | 376  | 345  | 373  | 422  | 413  | 515  | 356  | 332  | 318  | 280  | 252  | 276  | 267  |
| Domy      | 46   | 53   | 52   | 51   | 58   | 63   | 87   | 91   | 82   | 80   | 84   | 90   | 101  | 94   |

## Pamětihodnosti

### Windsor
Windsor je zřícenina původně větrného mlýna holandského typu postaveného pravděpodobně na přelomu 18. a 19. století, ale jistě před rokem 1833, kdy je poprvé zmiňován písemně. Mlynářem zde byl v roce 1843 Ignaz Bertoni, který měl v Siřejovicích také dům. Mlýn míval jedno složení a mlelo se zde pro potřeby okolních obcí Siřejovice, Vrbičany a Keblice až do roku 1870, kdy jej poslední mlynář Kunze opustil a prodal průmyslníkům – bratrům Tschinkelovým z Lovosic. Noví majitelé nechali mlýn zrušit a budovu přestavět na novogotický lovecký zámeček v anglickém stylu (odtud pojmenování Windsor). Měl typickou kruhovou středovou část postavenou ze světlé opuky a cihel, jakousi věž s cimbuřím a s 22 okny a dvě symetrická křídla, postavená z cihel. Nedlouho po přestavbě však průmyslníci zbankrotovali a zámeček byl roku 1886 prodán ve veřejné dražbě. Majitelé zámečku se střídali a stavba rychle chátrala. V období první světové války zde přespávali příležitostní zemědělští dělníci. Poslední doložené obydlení se týkalo sklepních prostor kolem roku 1930.
K mlýnu se váže historka z prusko-rakouské války v roce 1866. Zdejší mlynář Kunz byl tehdy udán, že signalizuje přesuny rakouských vojsk Prusům, když nastavuje lopaty mlýna proti větru. Byl uvězněn v Terezíně, dokud pruské vojsko z kraje neodtáhlo a neprokázala se jeho nevina.
Bývalý mlýn stojí východně od obce, na mírné vyvýšenině nad silnicí do Keblic a dálnicí D8. Trojpodlažní věž o výšce 12 m a průměru 8,7 m má 22 zaklenutých okenních otvorů. Ve stylizované podobě, spolu se svatojiřským křížem, je Windsor vyobrazen na znaku a vlajce Siřejovic.

### Další pamětihodnosti
- Kostel svatého Bartoloměje poprvé zmiňovaný roku 1384, v nynější podobě z roku 1846
- Socha Odpočívajícího Krista (Ecce homo) z roku 1751. Podstavec je zdoben reliéfem svatého Antonína Paduánského.
- Socha svaté Anny z roku 1746? na podstavci s reliéfem svatého Václava.

## Galerie

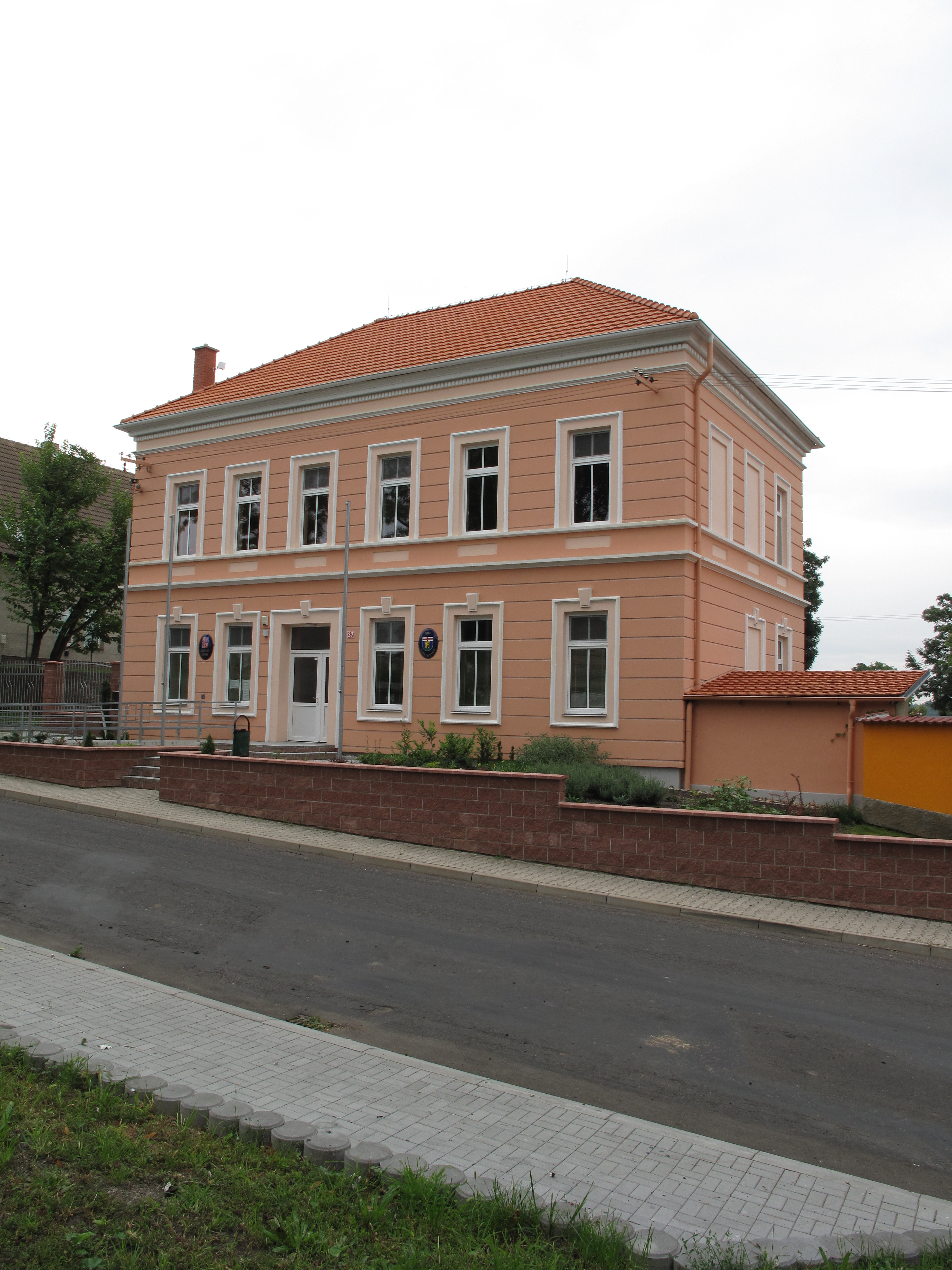
Obecní úřad
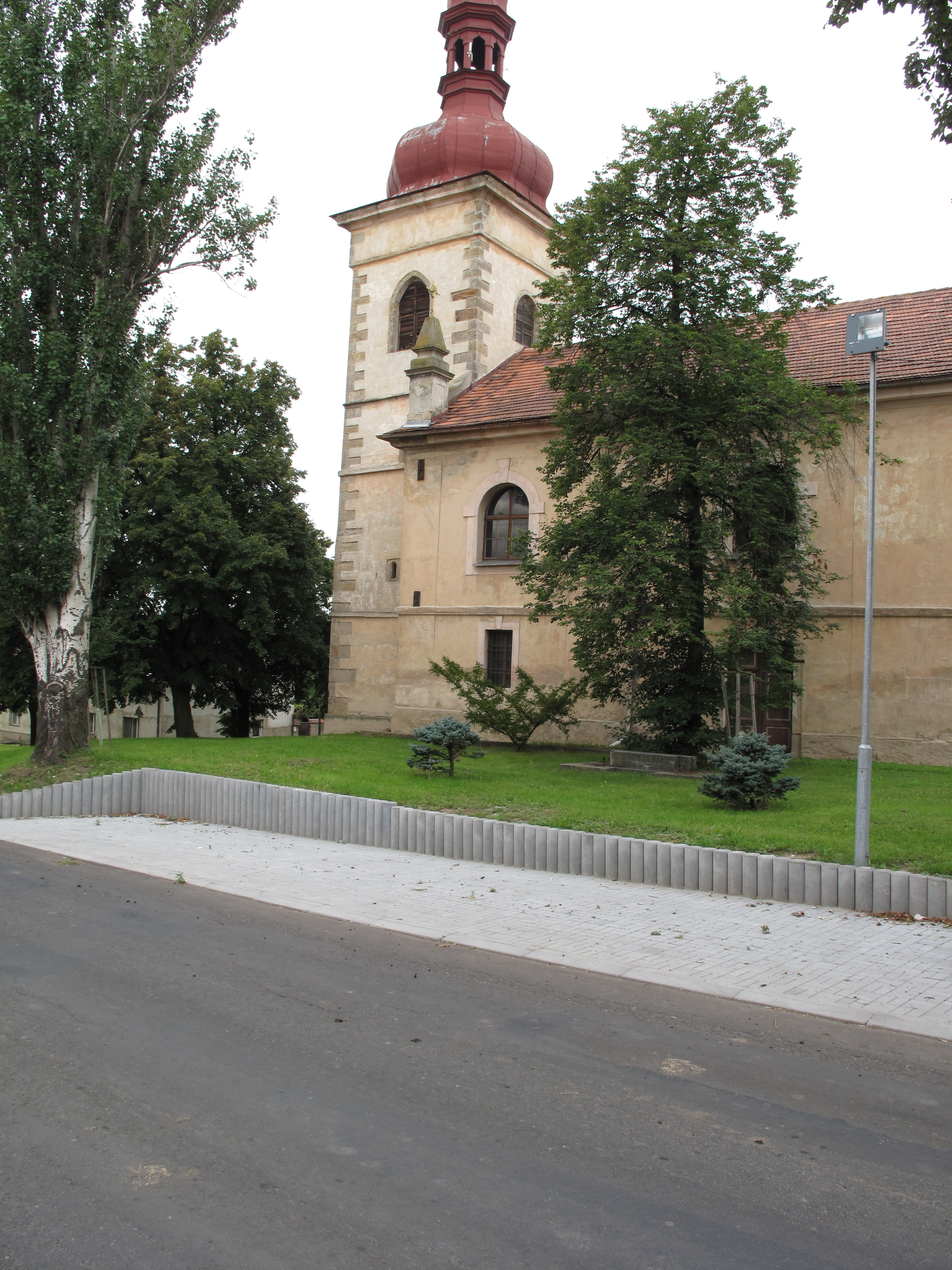
Kostel svatého Bartoloměje
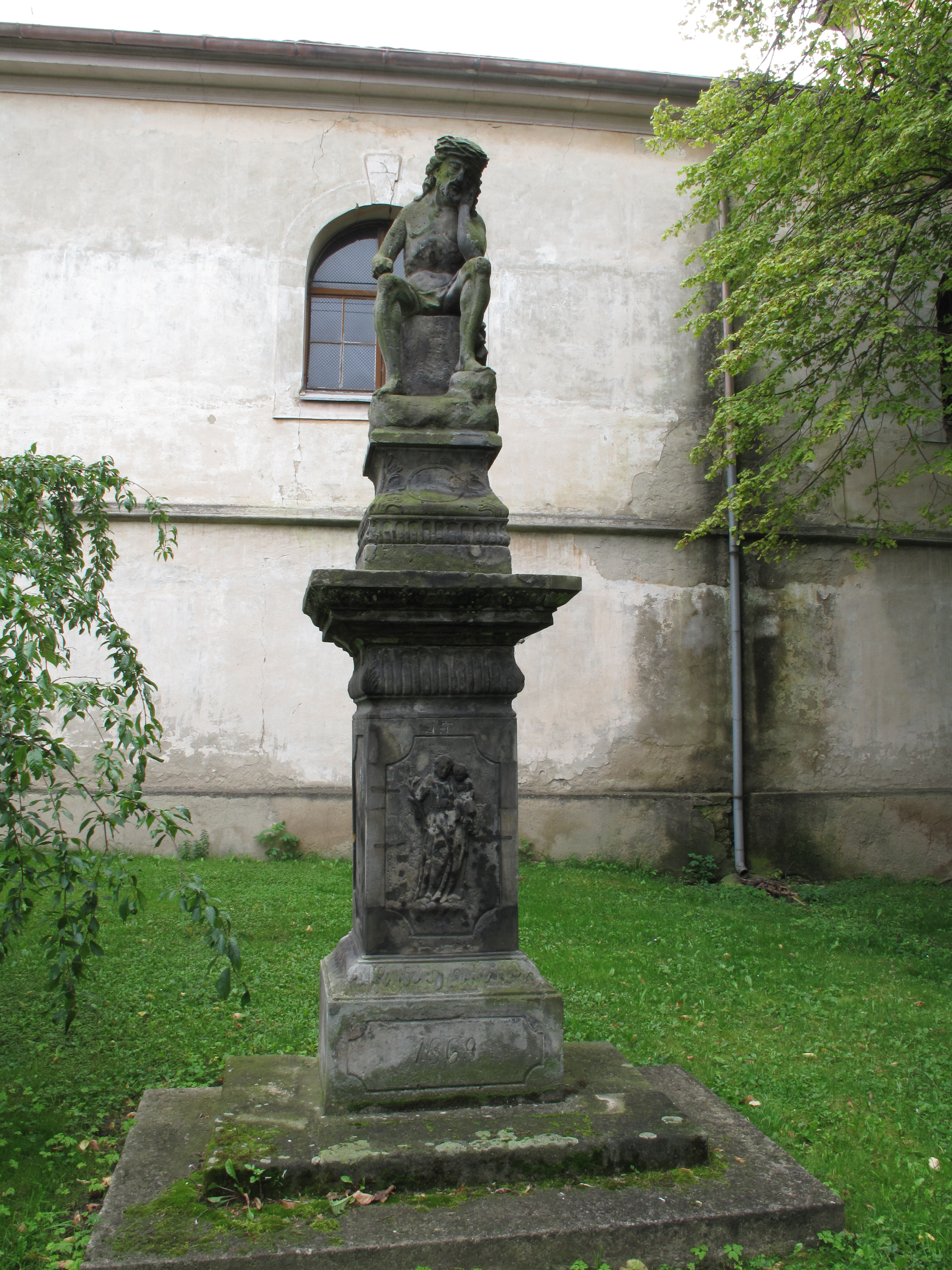
Socha Odpočívajícího Krista
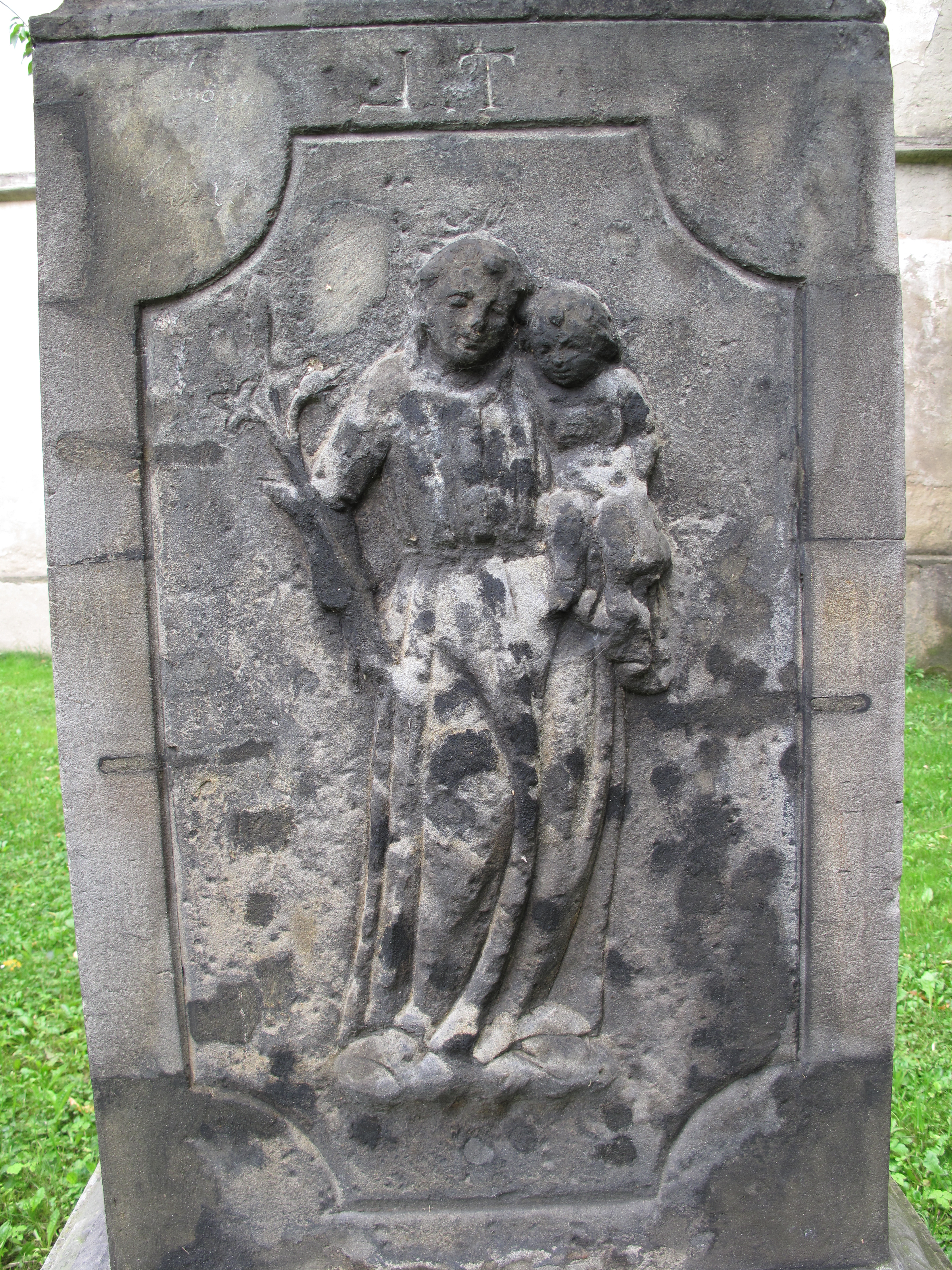
Reliéf svatého Antonína Paduánského
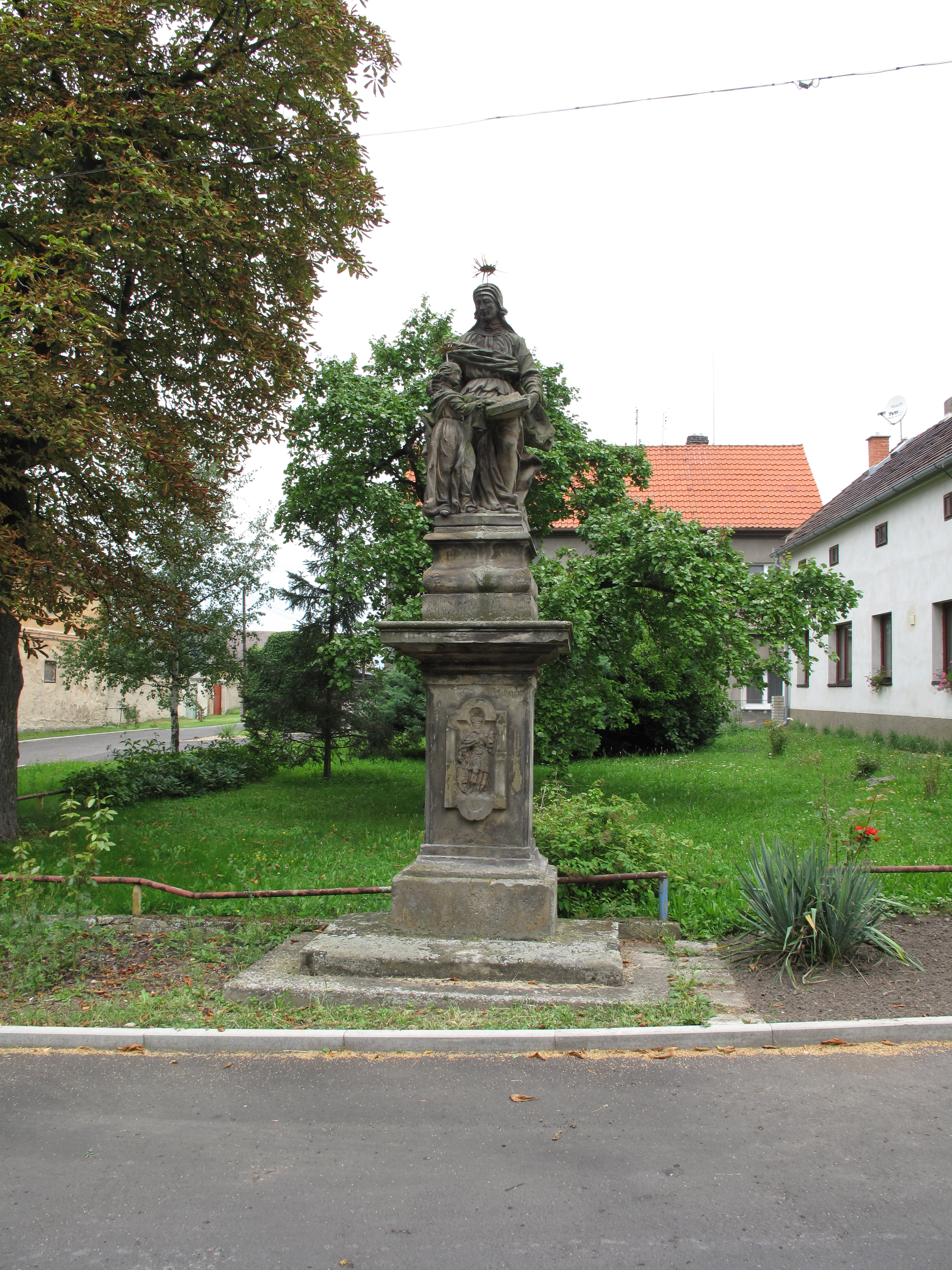
Socha svaté Anny
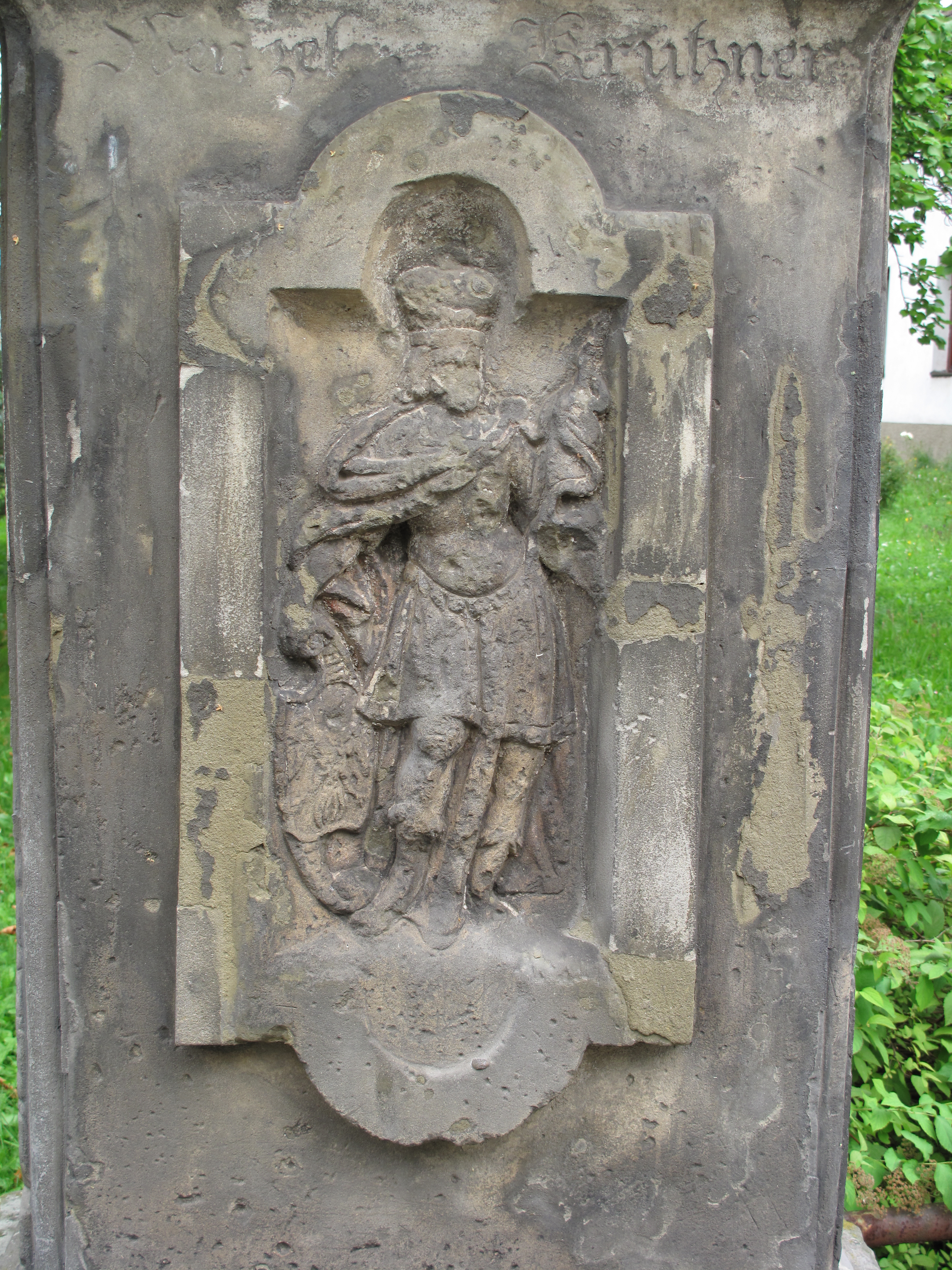
Reliéf svatého Václava
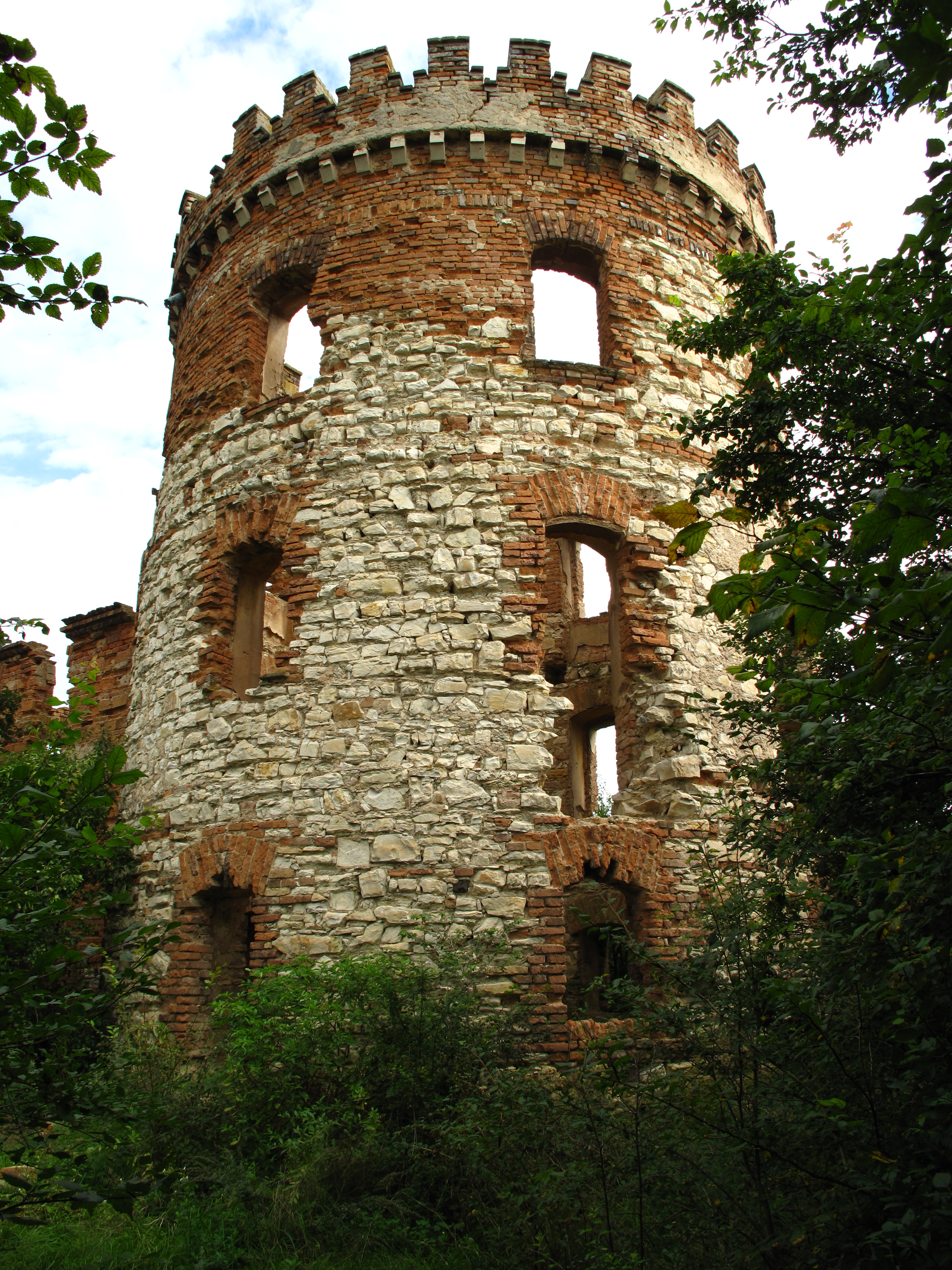
Windsor